# 大口通
大口通（おおぐちどおり）は、神奈川県横浜市神奈川区の町名。「丁目」のない単独行政地名。住居表示未実施区域。

## 地理
神奈川区の東部に位置し、北東に神之木町、東に入江一丁目・二丁目、南西に七島町、西に大口仲町、北に松見町と接している。

## 歴史

### 町名の由来
師岡熊野神社へ詣でる使者が同地で大口袴に着替えて正装したことから。

### 沿革
- 1936年（昭和11年）11月1日 - 子安町、西寺尾町の各一部を分離し、大口通を新設[7]。
- 1956年（昭和31年）4月24日 - 土地区画整理事業に伴い、七島町、西寺尾町の各一部を編入。大口仲町との境界を変更[8]。
- 1959年（昭和34年）11月6日 - 土地区画整理事業に伴い、七島町、西寺尾町の各一部を編入。大口仲町との境界を変更[9]。

## 世帯数と人口
2025年（令和7年）6月30日現在（横浜市発表）の世帯数と人口は以下の通りである。
| 町名   | 世帯数    | 人口    |
| ------ | --------- | ------- |
| 大口通 | 3,019世帯 | 4,668人 |

### 人口の変遷
国勢調査による人口の推移。
| 年                 | 人口  |
| ------------------ | ----- |
| 1995年（平成7年）  | 4,736 |
| 2000年（平成12年） | 4,752 |
| 2005年（平成17年） | 4,601 |
| 2010年（平成22年） | 4,795 |
| 2015年（平成27年） | 4,783 |
| 2020年（令和2年）  | 4,859 |

### 世帯数の変遷
国勢調査による世帯数の推移。
| 年                 | 世帯数 |
| ------------------ | ------ |
| 1995年（平成7年）  | 1,997  |
| 2000年（平成12年） | 2,111  |
| 2005年（平成17年） | 2,186  |
| 2010年（平成22年） | 2,460  |
| 2015年（平成27年） | 2,555  |
| 2020年（令和2年）  | 2,887  |

## 学区
市立小・中学校に通う場合、学区は以下の通りとなる（2024年11月時点）。
| 番地                 | 小学校               | 中学校               |
| -------------------- | -------------------- | -------------------- |
| 18〜55番地           | 横浜市立子安小学校   | 横浜市立神奈川中学校 |
| 1〜17番地 56番地以降 | 横浜市立大口台小学校 | 横浜市立神奈川中学校 |

## 事業所
2021年（令和3年）現在の経済センサス調査による事業所数と従業員数は以下の通りである。
| 町名   | 事業所数  | 従業員数 |
| ------ | --------- | -------- |
| 大口通 | 266事業所 | 1,655人  |

### 事業者数の変遷
経済センサスによる事業所数の推移。
| 年                 | 事業者数 |
| ------------------ | -------- |
| 2016年（平成28年） | 288      |
| 2021年（令和3年）  | 266      |

### 従業員数の変遷
経済センサスによる従業員数の推移。
| 年                 | 従業員数 |
| ------------------ | -------- |
| 2016年（平成28年） | 1,626    |
| 2021年（令和3年）  | 1,655    |

## 交通

### 鉄道
- 東日本旅客鉄道（JR東日本） 横浜線
  - 大口駅

### 道路
- 国道1号
- 神奈川県道111号大田神奈川線

## 施設
- 横浜大口郵便局[19]
- 神奈川警察署大口駅前交番
- 横浜銀行大口支店
- 横浜信用金庫大口支店[20]
- 大口通商店街 - 大口通と七島町にまたがる。

## その他

### 郵便番号
- 221-0002[3]（集配局：神奈川郵便局[21]）

### 警察
町内の警察の管轄区域は以下の通りである。
| 番地 | 警察署       | 交番         |
| ---- | ------------ | ------------ |
| 全域 | 神奈川警察署 | 大口駅前交番 |